# The Animatrix
The Animatrix is een verzameling van 9 CG en anime-korte films in de wereld van The Matrix, gedeeltelijk geschreven door de Wachowski's. Elke korte film is geregisseerd door een andere animeregisseur. Het bevat "The Second Renaissance" (het voorstuk van The Matrix), "Final Flight of the Osiris" (die de toon zet voor The Matrix Reloaded en Enter the Matrix) en het achtergrondverhaal over The Kid ("Kid's Story"), eveneens als 5 andere korte films, die elk een stuk van de geheimen in Matrix vrijgeven. The Animatrix bevat de stemmen van de acteurs die ook de stemmen leverden voor de Engelse versie van Square Enix's Final Fantasy X, Matt McKenzie, James Arnold Taylor, John DiMaggio en Hedy Burress. Ook leden van de cast van The Matrix hebben hun stemmen geleverd. Carrie-Anne Moss deed de stem van Trinity in "Kid's story" en in "A Detective Story". Zelfs Keanu Reeves sprak in "Kid's Story" de stem van Neo in.
The Animatrix werd op 3 juni 2003 op dvd door Warner Bros. uitgegeven, Cartoon Network's Adult Swim zond het op 17 april 2004 uit en Teletoon enkele maanden daarna.

## De lijst met korte films in afspeelvolgorde op DVD
1. "Final Flight of the Osiris" (draaiboek van de Wachowski's, regie door Andy Jones)
2. "The Second Renaissance" Part 1 (draaiboek van de Wachowski's, regie door Mahiro Maeda)
3. "The Second Renaissance" Part 2 (draaiboek van de Wachowski's, regie door Mahiro Maeda)
4. "Kid's Story" (draaiboek van de Wachowski's, regie door Shinichiro Watanabe)
5. "Program (The Animatrix)" (regie door Yoshiaki Kawajiri)
6. "World Record" (regie door Takeshi Koike)
7. "Beyond" (regie door Koji Morimoto)
8. "A Detective Story" (regie door Shinichiro Watanabe)
9. "Matriculated" (regie door Peter Chung)